# Тышкевич, Беата
Беа́та Мария Геле́на Тышке́вич (пол. Beata Maria Helena Tyszkiewicz; род. 14 августа 1938, Вилянув, Варшавское воеводство) — польская киноактриса.

## Биография
Родилась в Вилянуве возле Варшавы (Польша) в аристократической семье, принадлежавшей к старинному дворянскому роду Тышкевичей. Среди её предков были графы Бобринские.
Дебютировала в кино в шестнадцатилетнем возрасте в фильме «Месть». В начале 60-х годов снялась в нескольких фильмах, но первым крупным успехом стал фильм кинорежиссёра Александра Форда «Первый день свободы», где актриса сыграла молодую немку Ингу Роде, изнасилованную после капитуляции Третьего рейха иностранными рабочими.
Вышла замуж за польского кинорежиссёра Анджея Вайду и снялась в трёх его фильмах: «Самсон», «Пепел» и «Всё на продажу». После пяти лет брака супруги расстались. Их общая дочь Каролина стала актрисой.
Снималась у многих известных польских режиссёров, среди которых Тадеуш Конвицкий, Войцех Хас, Анджей Жулавский, Агнешка Холланд, Ежи Антчак, Кшиштоф Занусси, Ежи Гофман, Януш Моргенштерн, Юлиуш Махульский.
В начале 70-х актриса часто снималась в других странах: Венгрии, Болгарии, ГДР, СССР.
В Советском Союзе стала очень популярна после роли Варвары Павловны Лаврецкой в фильме «Дворянское гнездо» режиссёра Андрея Кончаловского. Для советских зрителей она стала олицетворением Марии Валевской («Марыся и Наполеон»), Эвелины Ганской («Большая любовь Бальзака») и Изабеллы Ленцкой, героини романа Болеслава Пруса («Кукла»).

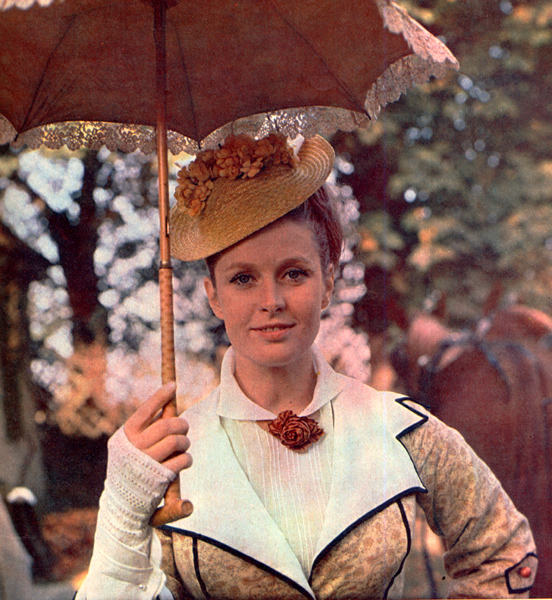
Беата Тышкевич в роли графини Изабеллы Ленцкой в фильме «Кукла»

В 1976 году вышла замуж за французского архитектора польского происхождения Яцека Падлевского и переехала жить во Францию, в Марсель. Через год родилась дочь Виктория. Во Франции снялась в нескольких фильмах и сериалах, в частности у режиссёра Клода Лелюша в фильме «Эдит и Марсель».
Вернулась в Польшу в 80-х годах, стала часто сниматься в кино, но в основном в ролях второго плана. Вела колонку в журнале, входила в состав жюри польского конкурса «Танцы со звёздами», написала и выпустила воспоминания и кулинарную книгу, участвовала в кинофестивалях (дважды была в жюри МКФ), увлекалась фотографией — и издавала альбомы.
В 2001 году вышел фильм белорусского кинорежиссёра Михаила Пташука «В августе 44-го…», где она исполнила роль пани Гролинской.
В 2006 году на XV Международном кинофоруме «Золотой витязь» получила золотую медаль имени С. Ф. Бондарчука «за вклад в мировой кинематограф».

## Фильмография
1. 1956 — Месть — Клара
2. 1959 — Общая комната — Теодозия
3. 1961 — Яцек и его президент — Ига
4. 1961 — Самсон — Стася
5. 1961 — Сегодня ночью погибнет город — Магда
6. 1962 — День поминовения усопших — Катажина
7. 1963 — Чёрные крылья — Зуза, дочь управляющего шахтой
8. 1963 — Крещённые огнём — Рутка Хайдукувна
9. 1964 — Первый день свободы — Инга Роде
10. 1964 — Рукопись, найденная в Сарагосе — донна Ребекка Узеда, сестра каббалиста дона Педро Узеда
11. 1964 — Встреча со шпионом — Мария Полинска, медсестра, сообщница шпиона Бернарда
12. 1965 — Пепел — Эльжбета, княжна
13. 1966 — Человек с обритой головой (Бельгия) — Фран
14. 1966 — Марыся и Наполеон — Марыся, польская студентка / Мария Валевская, возлюбленная императора французов Наполеона Бонапарта
15. 1968 — Всё на продажу — Беата
16. 1968 — Кукла — Изабелла Ленцкая, польская графиня
17. 1968 — Ставка больше, чем жизнь — Кристин Кельд
18. 1969 — Дворянское гнездо (СССР) — Варвара Павловна
19. 1970 — Князь сезона — Сусанна
20. 1973 — Большая любовь Бальзака (Франция) — Эвелина Ганская
21. 1975—1977 — Ночи и дни — Стефания Ольшанская
22. 1977 — Танцующий ястреб — Веслава, вторая жена Михала
23. 1983 — Эдит и Марсель (Франция) — мать певицы Эдит Пиаф (Марго де Вилледьё)
24. 1983 — Секс-миссия (в советском прокате «Новые амазонки») — Берна, шеф ведомства «Архео»
25. 1984 — Европейская история (СССР) — Анна Лоссер, жена политического обозревателя Петера Лоссера
26. 1985 — В старинной усадьбе — Анастазия Нибекова
27. 1985 — Ва-банк 2 — Жвирская, лже-графиня
28. 1987 — Усмешка дьявола
29. 1991 — Очень важная персона (V.I.P.) — мать Романа
30. 1992 — Молчаливое прикосновение — Гелда
31. 1992 — Прекрасная незнакомка (Польша / Россия) — дама
32. 1993 — И в замке радость я найду — Эвелина
33. 1993 — Две луны
34. 1995 — Немцы
35. 1995—1999 — Экстрадиция — эпизод
36. 1998 — Золото дезертиров — графиня
37. 2001 — В августе 44-го… (Россия) — пани Гролинская, хозяйка дома
38. 2011 — Письма к М. — Малина
39. 2014 — Линия Марты (Россия) — Марта Казимировна Липиньская, полька, бывшая прима варшавского балета, хореограф-балетмейстер в Санкт-Петербурге

## Публикации
Беата Тышкевич. Не всё на продажу — Воспоминания актрисы // Искусство кино. — 2007. — № 7, 8.

## Награды
- Командорский крест со звездой ордена Возрождения Польши (1997).
- Командорский крест ордена Возрождения Польши (1989).
- Кавалерский крест ордена Возрождения Польши (1975).
- Золотая медаль «За заслуги в культуре Gloria Artis» (2008).
- Кавалер ордена Почётного легиона (1997, Франция).
- Кавалер ордена Искусств и литературы (1991, Франция).
- Орден Дружбы народов (20 апреля 1987 года, СССР) — за вклад в дело укрепления дружбы и сотрудничества с Советским Союзом[6].
- Почётный диплом за вклад в киноискусство (1995, Московский международный кинофестиваль)
- Золотая медаль имени С. Ф. Бондарчука «За выдающийся вклад в кинематограф» (2006, МКФ «Золотой Витязь»)